# Night Nurse
Pour l’article homonyme, voir Night Nurse (album).
Singles par Cascada
Au revoir
(2011) Summer Of Love
(2012)
Singles par R.I.O.
Animal
(2011) Party Shaker
(2012)
Pistes de Original Me
Stalker Pyromania
Night Nurse est un single promotionnel du groupe Cascada. Enregistré en 2010, ce titre reste dans le même style musical que Pyromania. Il s'agit d'un titre de l'album Original Me.

## Clip vidéo
Le single Night Nurse a fait l'objet d'un clip vidéo, vu la première fois à la télévision sur Clubland TV le 6 novembre 2010 et disponible officiellement depuis le 8 novembre 2010 sur YouTube. Le clip a été tourné en Allemagne à Berlin à la fin du mois d'octobre.

## Remixes
- Night Nurse - (Video Edit)
- Night Nurse - (Ryan Thistlebeck vs. Dan Winter Radio Edit)
- Night Nurse - (DJs From Mars Radio Edit)
- Night Nurse - (Ryan Thistlebeck vs. Dan Winter Remix)
- Night Nurse - (Djs from Mars Remix)
- Night Nurse - (Christian Davies Remix)
- Night Nurse - (Technikore Remix)
- Night Nurse - (Lockout's First Aid Remix)

## Classement par pays
| Classement (2011)           | Meilleure position |
| --------------------------- | ------------------ |
| République tchèque IFPI     | 67                 |
| États-Unis Classement Dance | 20                 |

## Historique de sortie
| Pays       | Date             | Format                 | Label   |
| ---------- | ---------------- | ---------------------- | ------- |
| États-Unis | 16 décembre 2011 | Téléchargement digital | Zooland |